# アリヴァ列車
アリヴァ列車有限会社(報告記号: ARR)はチェコの鉄道交通企業で、かつてはイギリスのアリーヴァグループに属するチェコ共和国アリヴァホールディングス有限会社が唯一のグループ会社（親会社）で、2010年よりドイツ鉄道が経営していた。2017年6月2日より、チェコ共和国アリヴァ輸送株式会社が、アリヴァ列車有限会社の唯一の経営者となった。チェコの商業登記に2009年9月2日に登録され、所在地は当初プラハ市5区スミーホフ・ラドリツェ通り3185/1cの複合オフィスビルアンヂェル・シティで、2016年よりプラハ・カルリーンの十字架通り148/34（カルリーンスタジオビル）となる。取締役はミラン・ザプレタル、イヴァン・プロハースカ（チェコ共和国アリヴァホールディングス有限会社のCEO）と、2013年12月までヤロスラフ・リヒテルで、アリヴァ列車有限会社の執行役でもあった。旅客鉄道交通は2013年9月23日にプラハ・マサリク駅 - クラルピ・ナド・ヴルタヴォウ間の快速列車で開始され、先行運行は2013年12月13日金曜日に終了した。アリヴァ・ホールディングスのCEO、イヴァン・プロハースカが確認したところ、12月2-6日の週にアリヴァ列車の取締役兼執行役、ヤロスラフ・リヒテルが辞職し、経営陣が他の執行役を探していた。リヒテルは、自身のビジネスがホールディングスの経営陣と異なると説明した。その後2年、会社はチェコ共和国で注文を取れず、ある入札では形式上の不備のため除外された。

## 交通プロジェクト

### 旧アリヴァ列車以前の、チェコの鉄道におけるアリヴァ
アリヴァグループは、チェコ－ドイツ間の国際列車数本の運行をフォクトランド鉄道有限会社から引き継いだ。
2008年から2009年にかけて、アリヴァは候補5社のうち1社として、リベレツ県の路線グループ（034, 036, 037, 038, 039）の交通運行に応募した。選考では1候補が形式上の不備のため外され、他の2候補がチェコ鉄道の不当廉売が疑わしい価格のため辞退し、アリヴァが落札し、チェコ鉄道は成功しなかった。
アリヴァ・モラヴァ株式会社（旧コネックス・モラヴァ株式会社、後のモラヴァ・ヴェオリア輸送株式会社）は、2002年10月より、デスナー鉄道の旅客列車を運行している。姉妹会社、あるいは親会社にあたるコネックス・チェコ鉄道有限会社とチェコ共和国ヴェオリア輸送が、2004-2007年に県と交通省に旅客鉄道交通運行の申請を行った。2013年春、中央ヨーロッパ・ヴェオリア輸送のグループ全体がアリヴァグループの一部になり、2013年7月1日にヴェオリア輸送の社名と代理ロゴがアリヴァのロゴになった。後に、この路線は電化され、2015年11月の発表によると、オロモウツ県がチェコ鉄道と、2016年6月からチェコ鉄道の電車編成を10年間全県に投入する契約を締結した。アリヴァ・モラヴァとの契約は2016年末まで有効であったが、2016年6月からアリヴァは実際にペトロフからデスナー川に沿ってソボチーンまでの支線区間のみで実際に運行している。

### チェコ市場への参入コンセプト
2013年2月末に、ヤロスラフ・リヒテル執行役は、E15について、チェコの旅客鉄道輸送の5-10%を5年以内に購入することが、勿論鉄道交通行政の自由化や法的凍結により完全失敗することも考えているが、成功すると考えている、と話した。収益の見込める路線については参入の余地が無かったため、補助金付きの交通に特に興味を表明した。プラハ近郊系統での運行開始の締切は、2013年ダイヤまで日が短かったが、列車の認定プロセスの完了に依存しており、プロセスは軌道に乗っていて、さらにはプラハ近郊交通と中チェコ交通システムへの統合についての集中交渉の結果完了すると見られた。
選択可能な特急系統運行の経営が5個ある中で、省が2013年9月に報じたものであるが、アリヴァ列車社取締役ヤロスラフ・リヒテルは「我々は全ての入札に完全に参加できると期待している。」と話した。
親会社としてドイツ鉄道が投資額を分担した。投資ファンドは具体的なプロジェクトに対して、本社の承認の下に購入した。投資額は最初は、規模の小さい契約の下限（約10億コルナ）にも、大きい契約の下限（40-50億コルナ）にも達しなかった。

### オストラヴァ – オパヴァ – クルノフ – オロモウツ
オストラヴァ - オパヴァ - クルノフ - オロモウツ線交通の入札案件は、2012年3月27日に公示され、2014年12月14日から15年間、即ち2028/2029年ダイヤの有効期間満了まで運行を行う案件で、入札条件は10交通が満たしていたが、最終的にレギオジェットと、アリヴァ列車とトランスツェントルム・バスの合弁会社、2社のみが応募した。アリヴァの方がレギオジェットよりキロメートルあたりの額を高く入札し、唯一応募している案件のため競争入札を終了せざるを得なくなり、レギオジェットが勝利した。
2013年1月半ば、交通省が、アリーヴァがトランスツェントルム・バスと共同で提出した提案を、主任従業員への教育についての必要な証明書が送付されていなかったため拒絶した、と発表した。鉄道法では専門性のある適格者が1人だけ必要となっていたが、引合条件では2人必要としていた。もしアリヴァがアピールに失敗し、ただ一つの提示のみが残っていたら、省は競争入札を辞めざるを得なかった。

### プラハ – ヴェルヴァリ、プラハ – チェスキー・クルムロフ、ヴラシム、セドルチャニ、インドルジフーフ・フラデツ – チェスケー・ブヂェヨヴィツェ (2012, 2013)
2012年6月、アリヴァ列車有限会社が、中チェコ・南チェコ県の補助を得たいため、プラハ - ヴェルヴァリの鉄道便とプラハ - チェスケー・ブジェヨヴィツェ - チェスキー・クルムロフの特急便について交通ルートの容量について尋ねた。 プラハ - チェスキー・クルムロフの系統についての交渉は、2013年2月末にも交通を確認し、E15についての面接で、最初は気動車を投入し、より多く興味を持たれた場合は強力・大型な車両、おそらく旧型編成を投入すると説明した。中チェコ県でのプラハからヴラシム、セドルチャニ、ヴェルヴァリへの鉄道便への導入についても触れた。まだ2013年中は、例えば週末などに、先行運行を始めたかった。おそらく南チェコ県との、インドルジフーフ・フラデツ - チェスケー・ブヂェヨヴィツェの路線の直通特急便の先行運行についての交渉が最も進んでいた。

### ベネショフ・ウ・プラヒ – プラハ – クラルピ・ナド・ヴルタヴォウ (2012, 2013)
2012年8月末、アリヴァ列車有限会社は、2012年12月9日より、パルス・ノヴァにて近代化されたドイツ鉄道628形気動車（チェコでは845系）で、ベネショフ・ウ・プラヒ - プラハ - クラルピ・ナド・ヴルタヴォウ間、途中マレシツェ連絡線、プラハ・リベニ駅、マサリク駅を経由し、途中チェルチャニ、ルジーチャニ、プラハ・ホスチヴァルジ、プラハ・ブベネチ、ルジェジ、リブチツェ・ナド・ヴルタヴォウにも停車するルートで正規運行を開始したいと発表した。2013年初めから4編成を配備し（必要なら2編成・3編成連結）1時間間隔で快速18往復の運行を希望していた。 2012年11月9日金曜日に運行を試した。 2012年12月初め、会社は2013年春に交通系統を設置すると発表した。 しかし、4月半ば、会社のウェブには運行開始の情報が無かった。
会社はここでおそらく、補助金無しでROPID（プラハ統合交通の地域運行者）とプラハ統合交通の切符を認めることに合意後、チェコ鉄道の運賃と大きく異ならない切符運賃にすることを意図していた。 最初はプラハのみにカウンターがあり、他の駅からの旅客は列車内またはインターネット経由でチェックインする必要があった。 E15のインタビューによると、2013年2月末からこの便のプラハ統合交通への統合についての激しい交渉が進行中であった。ヤロスラフ・リヒテルは、リベニ地域と、ルジーチャニやチェルチャニなどプラハから南東方向の町を結ぶ最初の便の有用性を強調した。おそらく、その系統はROPIDに適合するが、マサリク駅からベネショフまで行く系統を持つかどうか、まだ決定的な意見を持っていなかった。2013年2月末時点で、理想の運行開始期限を、リヒテルは2013年上半期に定めていた。
2013年6月17日のチェコ新聞(ČTK)とチェコテレビ(ČT)のニュースでは、アリヴァ列車が鉄道施設管理公団(以降、SŽDC)上で2013年8月1日からの列車運行に興味を表明したが、アリヴァはこの具体的な日付をチェコテレビが確認することを拒否し、洪水での損傷個所を撤去した上で、まず時刻表に記載された列車の部分のみを運行することを宣言した。SŽDCによると、例えばチェコの線路での列車運行に際して認可が無い、技術的背景、列車の安全な標識、給油設備、必要な従業員数のいずれも無いなど、まだ合わない条件があった。アリヴァ列車執行役ヤロスラフ・リヒテルは、会社は全ての要求を満たし6月末までに列車は鉄道局に承認される、と信念を表明した。
2013年8月9日、アリヴァ列車会社執行役は鉄道局と交渉後、ベネショフ - プラハ - クラルピ・ナド・ヴルタヴォウの路線での試験運行開始時、最初はスコープの範囲内で、1-2ヶ月以内に評価すると発表した。 2013年8月13日、メディアは、2013/2014年の時刻表にアリヴァ列車会社の列車が既にこの路線に載っていないと報じた。伝えられる所では、会社が県と財政で合意せず、他にはおそらくチェコ鉄道との10年契約で合意に至らなかった。

### ベロウン郡での発表イベント
2013年8月24日、列車が、「我らの親切な駅」プロジェクトの一環でベロウン郡に臨時列車バルトロムニェイ号として出現した。フシェラヂツェ駅に時々地方のバルトロメウス巡礼列車が約3時間出現し、訪問者は見て、職員と議論することができた。 同時に、ここにカルルシテインとベロウンの小駅活性化・新規利用プロジェクトが導入された。

### モラフスカー・トルジェボヴァー – ヅベル
2013年10月、アリヴァ列車は、2014年から正規の旅客交通を、2011年末より既に運行休止していたモラフスカー・トルジェボヴァー – ヴェルケー・オパトヴィツェ – ヅベルのルート(017、271号線)で運行することに興味を示し、2013年10月19日にここでパルドゥビツェ県と協力して自身の近代化された845.001形気動車でデモを行った。 2013年12月より、数便の運行を自身の営業リスクの下で始めたく、県は2014年春からのここでの交通を発注することに努力を表明し、チェコテレビとヤロミール・ドゥシェク県議によると、会社は県とここで2014年3月より公の発注無しで、ただし県統合交通の運賃で営業し始めることで合意した。運行開始は、2013年12月には既に、ドゥシェクによると実現しないこととなった。 2013年10月25日に、パルドゥビツェ州はこの路線について、運行速度を減らすことのできる業者を探す意思を示した。 アリヴァ側は、県の他地方の中心にも、具体的には例えば261号線ジヂャーレツ・ウ・スクッツェ - スヴィタヴィ間に、交通を拡張する用意があることを表明した。
チェコテレビによると、県は元々チェコ鉄道に決めていたが、その810形気動車での交通運行の提案は、ドゥシェク県議によると県にとって完全には受け入れられず、そのため他社の提案を利用したものであった。

### 2013, 2014年の入札案件
チェコテレビの報道によると、2013年10月から、リベレツとパルドゥビツェ間、リベレツとウースチー・ナド・ラベム間、プルゼニとモスト間のルートの交通運行の入札を準備していた。
プラハ - クラルピ系統と接続路線での試験運行終了後、アリヴァ列車執行役ヤロスラフ・リヒテルによると、アリヴァホールディングスのCEOは、空き編成を他の路線、最初は中チェコ県に配置する様に動き、その時まで列車は運行テストとデモ運行に使用すると宣言した。
2014年1月末、ROPIDは、アリヴァ列車がS34系統プラハ・マサリク駅 - プラハ・チャコヴィツェ間運行提案の提出を求める3社中の1社になると約束した。 アリヴァも指名されることを望んだ。ROPIDは最終的に、完全な競争入札無し、他の業者の引き合い無しで鉄道旅行者クラブ交通に10年間の注文を発注した。しかしアリヴァは、この決断に反して、Ropidがおそらくアリヴァに完全に新しい便について尋ねているという理由で守らず、その系統はMF DNES紙によるとおそらくベネショフからプラハを経由してチェラーコヴィツェまでの系統と言われている。
2014年6月18日、アリヴァグループは、交通省が入札無しでチェコ鉄道に契約を延長することを希望した、リベレツからパルドゥビツェまでとプルゼニからモストまでの特急系統の一年間運行を、数日中に入札しようとしている、と発表した。チェコ共和国アリヴァ輸送のダニエル・アダムカ執行役は、チェコの会社が親会社のドイツ鉄道からシーメンス・デジロ編成を借りることができる、と話した。アリヴァの当初の意見は、省が両者と議論せねばならないというものである。
アリヴァのプレスリリースでは、2014年6月から、南チェコ県が挙げようとしているシュマヴァの地方路線の入札もアリヴァが参加したいとのことであった。

### ベネショフ・ウ・プラヒ – プラハ – チェラーコヴィツェ (2014)
2014年6月18日には既に、アリヴァのプレスリリースで、アリヴァが、ベネショフ - プラハ - チェラーコヴィツェ間のR9番、途中チェルチャニ、セノフラビ、ムニホヴィツェ、プラハ市内ウフルジーニェヴェス、ホスチヴァルジ、ストラシニツェ、ヴルショヴィツェ、本駅、ヴィソチャニ、ホルニー・ポチェルニツェに停車するPID快速系統への補助金獲得に向けて努力するという情報が出た。アリヴァは、中チェコ県議会の交通委員会で、9月から年末までの運行に410万コルナ、さらに2015年は1250万コルナを要求し、これはチェコ鉄道に供給されているのが平均107コルナ/kmなのに対し概ね90コルナ/kmに相当していた。2014年7月2日、アリヴァのダニエル・アダムカ執行役は、プロジェクトは死んでおらず、最後には県の説得に成功すると信じていると話した。この電化ルートで、アリヴァはドイツ鉄道のシーメンス・デジロのディーゼル編成を配備することを望んでいた。 アリヴァは県に、チェコ鉄道の普通列車の補償として、いくつかの便をヴラシムとセドルチャニまで延長することを提案した。
2014年9月11日のニュースによると、中チェコ県は、提示されたルートの交通は既存の県の発注で十分な量が確保されていると正当化し、損失の補償を拒絶した。 アリヴァ・チェコ共和国CEOのダニエル・アダムカは、これに対し、はっきりしている損失のカバーの無い地域鉄道系統を運営することは経済自殺でありその様な契約をアリヴァは結べず、これは確実にリソースが無い様な合意で失敗した、唯一の有効な約束であったとのコメントを返答した。 ROPIDは、彼に、アイデアを大変気に入っていて、既に自身で以前中チェコ県のもっと遠い地域からの速達快速列車の導入を計画していたとコメントした。プラハは以前かつて、勿論条件下のみで、中チェコ県も、列車を自身の領域で発注するという意図で賛成していた。

## 正規の旅客交通

### クラルピ・ナド・ヴルタヴォウ - プラハ・マサリク駅 (2013)

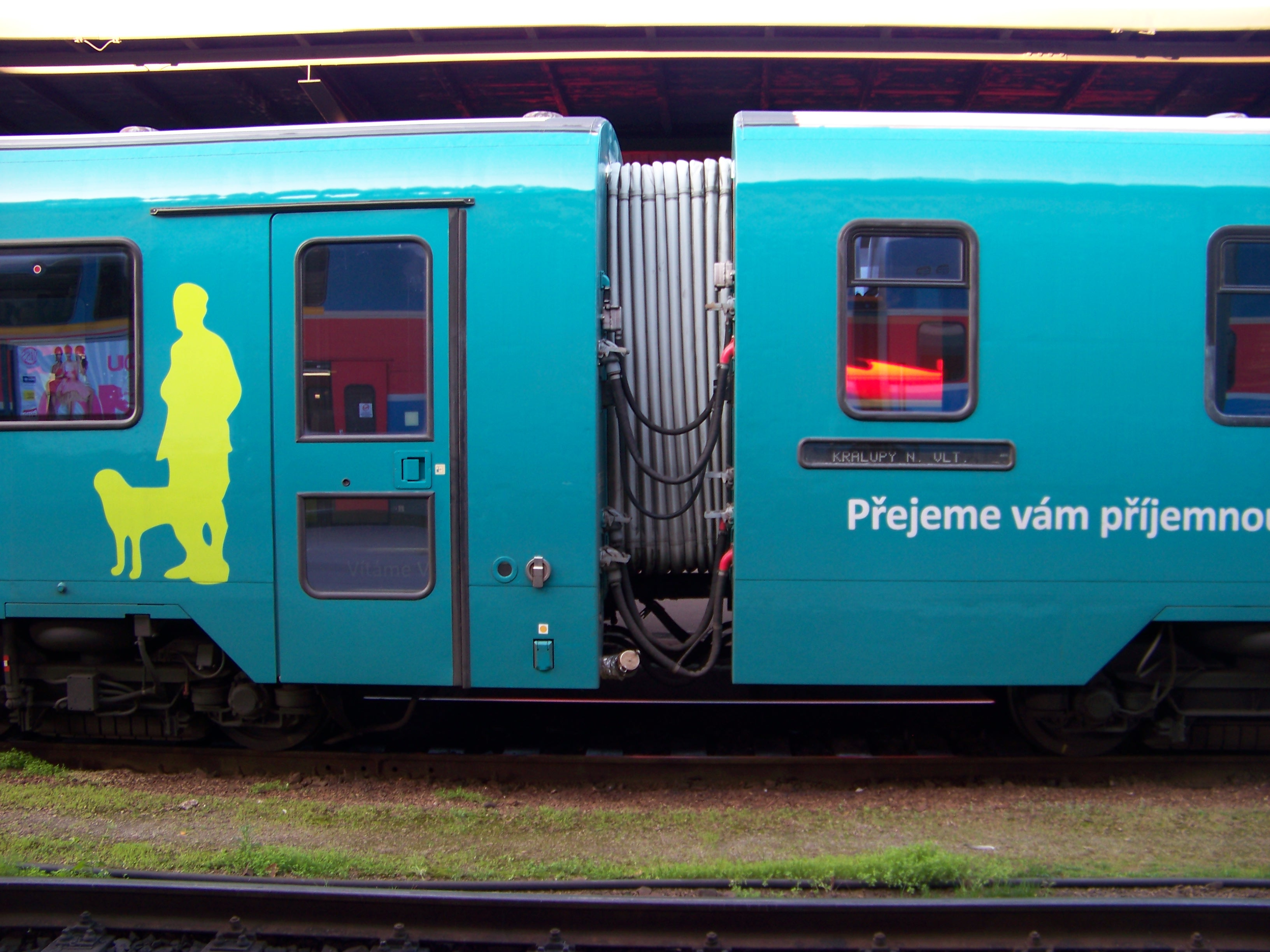
プラハ - クラルピのルートの快速列車として配備された845系気動車

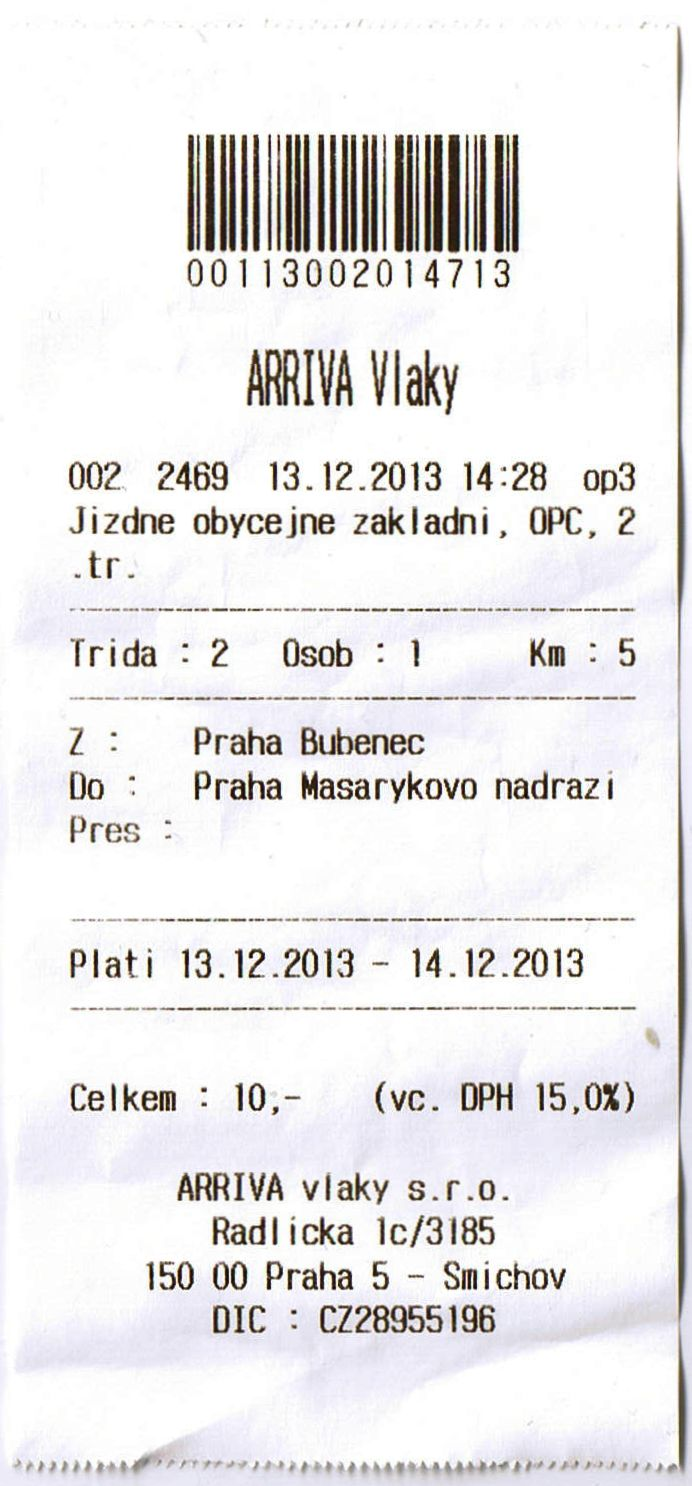
プラハ - クラルピの系統のオープンカード所持者向けに割り引かれた切符

2013年9月23日、会社は毎日8往復、概ね2時間間隔で、クラルピ・ナド・ヴルタヴォウ - プラハ・マサリク駅の区間のみで運行を開始し、この系統に1編成が投入された。
会社は犬と自転車も有料で輸送し、ベビーカーの輸送は無料であった。 編成は無料でアクセス可能なWi-Fi接続を備えている。 中ではピザとコーヒー、ボトルの水とミネラルウォーター、フォルネッティのペイストリー、ガム、新聞、傘、サングラス、ティッシュ、ボールペン、プラスチックの鞄と一部のプラハ都市大交通の切符（75分から24時間まで）が売られ、企業誌「アリヴァ・レヴュー」が無料で配られた。
この系統はまだPIDへの統合と補助無しで運行していた。本会社の切符は列車内のみで売られていた。基本料金はチェコ鉄道の基本料金よりはるかに安く、チェコ鉄道の(In-25)カード会員料金よりやや高かった。ROPIDのスポークスマン、フィリプ・ドラーパルによると、プラハと中チェコ県で運賃の認識に合意できないこと、特に中チェコ県が不本意であることが統合の最大の障害であった。彼によると、本会社は補助金を短期間で獲得した（補助金の割り当ては1年前にEU誌で公開されなければならず、補助金の入札はまだ長く続いていた）。 編成は普通車（2等車）のみで、提案には基本運賃以外に子供・学生・シニア・体の不自由な人向けの割引もあり、片道切符以外に往復割引やウィークリー割引もあった。オープンカードを持つ乗客は概ね1/3の割引を受けた。
iHNed.czで、ヤロスラフ・リヒテル取締役は交通の開始に際し、「我々は、近郊交通も可能であると言いたく、これに参入する。ここでも多くの運行業が。ただ、システムに組み込むことが可能な条件・条件の下で、市場に参入して顧客と大いに楽しめる状況で使用したい。しかし、補助金無しではできない。個別運賃での運行が長期目標では無い。興味が無い、あるいは何らかの理由で数か月以内に統合する機会が無いことが明らかな場合、休止する。」とコメントした。
2013年10月半ば、アリヴァ列車とROPIDは、常に議論していることを確認した。チェコ共和国アリヴァホールディングスのヤナ・ペンカロヴァー代理は、「良い道筋にいるとみている。しかし、いつ交渉が終了するか、どの様な結果になるか、ここではしばらく言えない」と述べた。ROPIDのスポークスマンは「続けて議論するが、まだ補助が無い中で何も起きない。」と話した。
2013年12月10日、チェコ共和国ヴェオリア輸送CEOのラヂム・ノヴァークがアリヴァグループの中央・東ヨーロッパ担当執行役員の機能を持つ様になってから約一週間後、アリヴァは2013年12月13日にプラハからクラルピまでの鉄道系統の運行を終了すると発表した。自身の宣言においてこれは、路線再建のため既に提供されている十分な運行と旅客の快適性を保証できないということで正当化された。ブベネチ周辺の路線近代化はこの系統の運行開始と同じ日に始まっていた。 自身の会社のWebで、継続して交通組織と、乗車券の統合を含むプラハと中チェコ県の交通システムへの統合についての交渉を続け、中チェコ県の路線について早い回答を期待する、と発表した。
SŽDCは、2013年12月11日に「この発表については、工事運休、あるいはその結果キャパシティを運行業者にSŽDCの路線から割り当てられないことが正規運行終了の理由だと厳密に定義し」、繰り返して事実でないアリヴァ列車有限会社の宣言に被害を受けた様に感じている、と話した。旅客への完全な快適性の供給と正規運行が不可能であることについての議論は、SŽDCにとって大変疑わしい状況に見えた。

### ベネショフ・ウ・プラヒ – プラハ (2016)

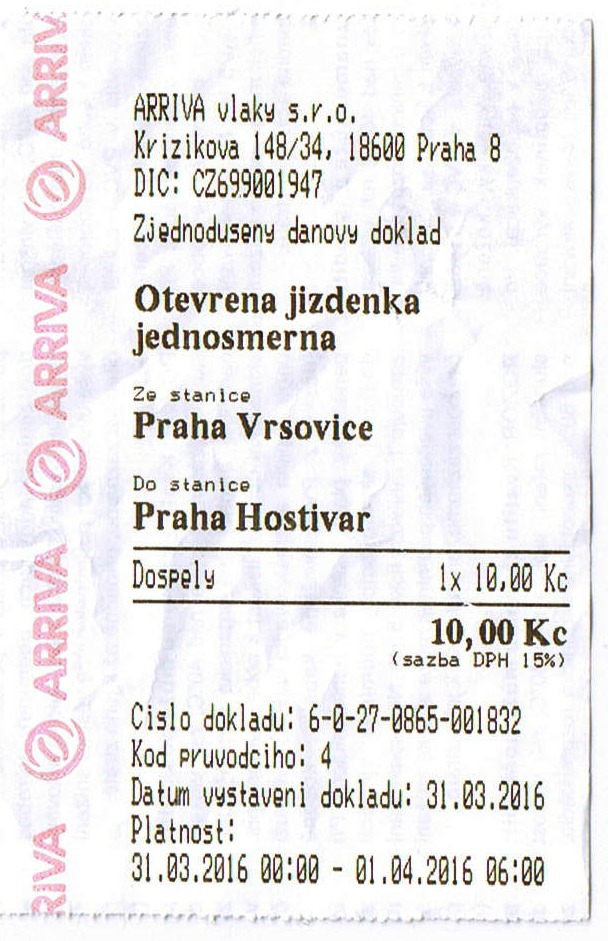
2016年からのプラハ - ベネショフ・ウ・プラヒの系統の乗車券

ベネショフとプラハの間の快速列車は、プラハを経由してクラルピまで（2012年計画）またはチェラーコヴィツェまで（2014年計画）結ぶかつての計画も含んでいた。
2015年10月末、アリヴァは、2016年2月からプラハとベネショフの間に快速列車を補助金が無くても、できればPID運賃適用で、導入する計画を報告した。 快速列車は、2016年2月29日から自身の会社のビジネスリスクで運行開始した。平日のみ2時間間隔で、午前中の座席は4時間に1本運行し、平日7往復が運行した。列車はプラハ本駅 - プラハ・ヴルショヴィツェ - プラハ・ストラシニツェ停留所 - プラハ・ホスチヴァルジ - ルジーチャニ - ムニホヴィツェ - セノフラビ - チェルチャニ - ベネショフ・ウ・プラヒの各駅に停車した。 所要時間は51分。 乗車券販売は車内で車掌が直接行い、割増無し、あるいは乗車券を乗客がアリヴァ列車のインターネットページで5コルナ安く購入することができた。
この路線で本会社は845系編成と、さらに自身の親会社ドイツ鉄道から借用した642形近代的低床気動車編成、愛称「デジロ」も配備した。本路線では、さらに会社もおそらくは、チェコで候補に挙がるのであれば、今後の入札に投入したい他の車両も試験したかった。
この会社は、最初は県や市の補助を考慮していなかったにもかかわらず、運賃はIN25カード割引でのチェコ鉄道旅客運賃に相当していた。チェコ鉄道会社の普通列車に対し、アリヴァはもっと短い運行時間で、具体的には51分で営業していた。 列車のデッキでは軽食を買うことができ、さらに旅客はインターネットに接続することができた。
自身の目標についてアリヴァは、顧客にチェコ鉄道の代替が存在すると言いたい、と述べた。
本会社が補助金つきネットワークに組み込まれるのに成功した場合、常時1編成を提供できるので、ヴラシムやセドルチャニへの延伸について熟考するつもりであった。
2017年ダイヤで、このルートの便は1列車強化された。

### プラハ – ウヘルスケー・フラヂシチェ – トレンチーン – ニトラ
2016年3月5日以降の、プラハからトレンチーンまでの週末超特急の計画が、プラハ - ベネショフの快速列車の計画に関連して発表された。これには、同様に845系気動車を配備する予定であった。 列車は土曜日の8:40にプラハを出発し帰りは日曜日の夜到着、14:19にトレンチーン発、プラハに19:24着であった。
列車はプラハ本駅 - パルドゥビツェ本駅 - オロモウツ本駅 - プルジェロフ - オトコロヴィツェ - スタレー・ムニェスト・ウ・ウヘルスケーホ・フラヂシチェ - ウヘルスキー・ブロド - ボイコヴィツェ町 - スラヴィチーン - ビルニツェ - トレンチャンスカ・テプラー - トレンチーンに停車する。所要時間は5時間数分である。
車内には毛布と枕を借りられる休憩室がある。
2017年のダイヤでは、2016年12月11日の施行開始から、金曜日にプラハからトレンチーン経由でピエシュチャニとニトラまでの列車が設定され、2017年4月から毎日運行の予定であった。 2017年6月以降、夏の観光シーズンには、プラハ - トレンチーンの便も毎日運行されている。
この系統は、アリヴァ・エクスプレスの愛称で運行している。

### プラハ – チェスキー・クルムロフ
2017年ダイヤで、土曜日9:02に出発し、プラハ - ターボル - チェスケー・ブヂェヨヴィツェ - チェスキー・クルムロフ - ホルジツェ - チェルナー - ノヴァー・ペツのルートで、16:56に逆向きに出発する私鉄車アリヴァ・エクスプレスが存在した。2017年11月から(?)、この列車は金・土・日曜日運行、6月から10月まで毎日運行となった。 2017年6月11日から、列車は新たにヴェセリー・ナド・ルジニチーにも停車する様になった。

### ロズトキ・ウ・プラヒ – プラハ・ホスチヴァルジ
2018年4月にROPIDは、2018年11月より都市鉄道系統の運行をリベニからホスチヴァルジまでの支線に毎日1時間間隔で延長することを計画していることを確認した。
チェコ鉄道の451系電車編成を廃車する意味で、ペトル・ドリーネク議員は、市は電車で運行する提案を受けてから、電車で運行する他業者を参入させることを考えている、アリヴァも記者の質問に対して計画があると答えたのと同様、記者の質問からLEOエクスプレスも運行可能だということが分かった、と話した。
市にアリヴァ、レギオジェット、LEOエクスプレスが提案を提出した。2018年8月末、プラハ市議会は、提案が最も優れていると評価して、2018年12月9日からこの系統にアリヴァ社が3年間運行する、と決定した。ここでは自身の、まだチェコ共和国に6両あり、Wi-Fiと電気コンセントを備えた845系気動車を配備するつもりで、本会社は乗客に無料で水を配ることを希望していた。編成は低床ではない。今後について、市は電車運行で、業者を入札で選ばなければならないと考えている。アリヴァは今後、入札に失敗した場合、同時に市に電車編成購入を提案する選択肢を持っている。アリヴァはどうやら同時に補助金無しのプラハとベネショフの間の快速列車を失注した様で、このルートの快速列車の注文は補助金つきでおそらくチェコ鉄道が得ようとしていた。プラハは都市系統のホスチヴァルジまでの毎日延長を実施しようとしていたが、貨物交通業者の抵抗のため、旅客列車はこの部分のルートで平日のピーク時のみ運行した。

### 2019年12月以降の長距離・地域交通
2019年12月15日より、アリヴァ列車は交通省の注文に基づいて下記系統の交通を運行する。
- R21 プラハ – ムラダー・ボレスラフ – トゥルノフ – タンヴァルド　（旧イゼラ号）
- R22 コリーン – ムラダー・ボレスラフ – チェスカー・リーパ – ノヴィー・ボル – ルンブルク　（旧ベズヂェズ号）
- R24 プラハ – クラドノ – ラコヴニーク　（旧ラーニ号）
- R26 プラハ – ベロウン – プルジーブラム – ピーセク – チェスケー・ブジェヨヴィツェ　（旧オタヴァ号）

これらの系統には845系気動車の配置を希望し、特急と超特急の運行用に、トイレ2室とプライベート・ケータリング用の乗務員室を持つ845.3形を開発した。
さらに2019年12月8日以降、2県での地域交通の契約を締結した。
リベレツ県:
- リベレツ – ノヴァー・パカ
- ロムニツェ・ナド・ポペルコウ – スタラー・パカ
- ジェレズニー・ブロド – タンヴァルド

本会社は県にシュタドラー・GTWまたはシーメンス・デジロの配置を提案した。845系編成の短期間配置は拒否された。
ズリーン県:
- フセチーン – ホルニー・リデチ – ビルニツェ / プーホウ
- フセチーン – ヴェルケー・カルロヴィツェ
- スタレー・ムニェスト・ウ・ウヘルスケーホ・フラヂシチェ – ビルニツェ / ヴェセリー・ナド・モラヴォウ / ルハチョヴィツェ

当初の計画に反してアリヴァはヴァラシスケー・メジルジーチー - ロジノフ・ポド・ラドホシチェムのルートを運行していない。 こちらの営業はLEOエクスプレスが、アリヴァの下請けとしてアルストムからリースされた気動車編成リントを使用して確保する。

## 貨物交通

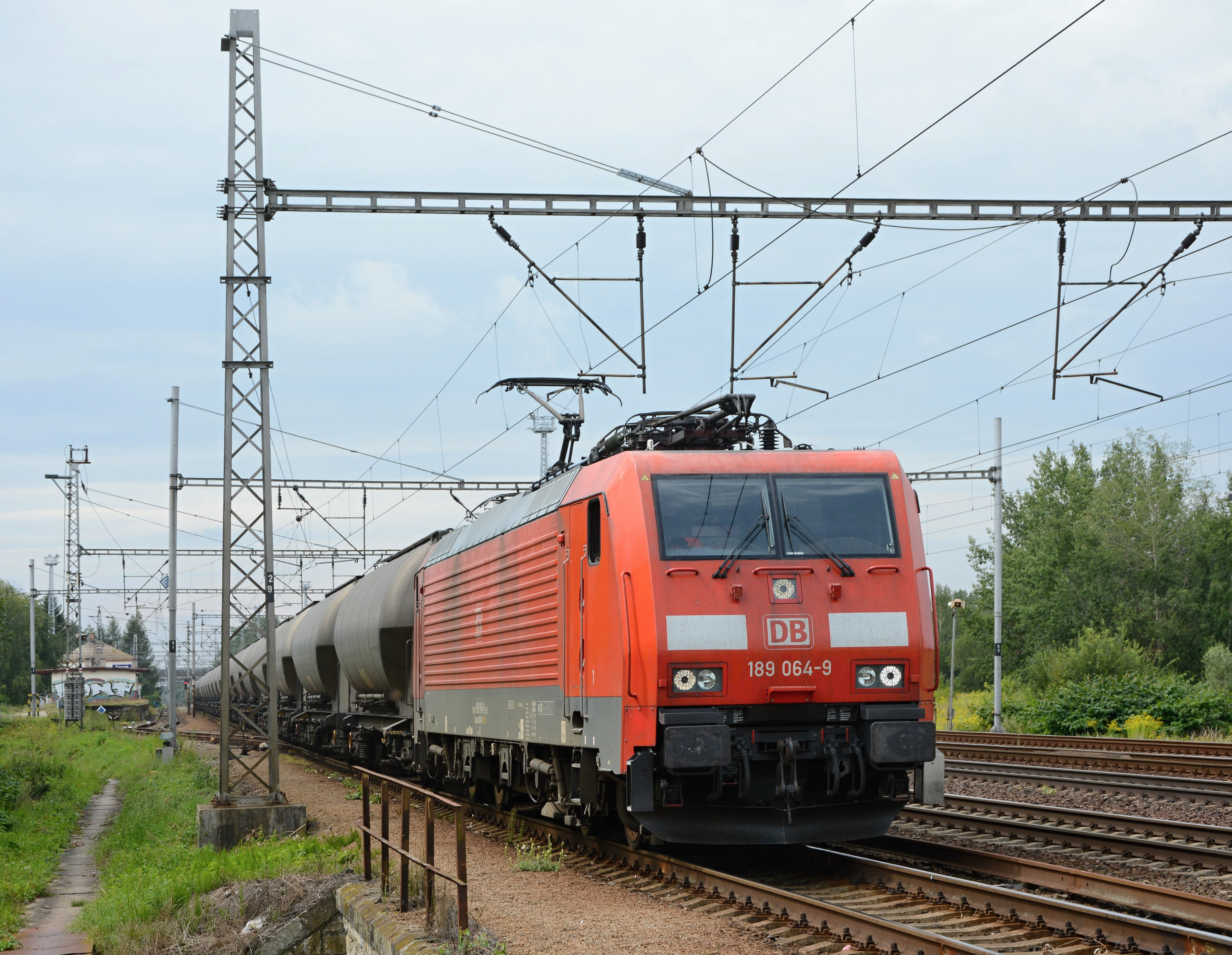
アリヴァ列車社の貨物列車

2015年1月初め、会社の免許で貨物列車も運行し始めた。基本的に、チェコで免許が無いので同じドイツ鉄道グループに属するアリヴァ列車社のサービスを使う、隣接国のドイツ鉄道貨物（以下DB貨物）グループの会社（例えばポーランドのDBシュネーカーレール・ポーランド）の車両で営業している。この私鉄列車の牽引用にドイツの189DB系機関車を使用している。 チェコのドイツの貨物交通業者DB貨物の子会社、DB貨物チェコ出現後も、アリヴァ列車が続けてこの子会社のために貨物交通を運行している。 2018年、本会社は自身の免許でスロバキアでも貨物交通運行を開始した。

## 保有車両
2013年、本会社は845系ディーゼル編成を1編成保有し、自身の運行系統用に配備していた。
2016年7月11日のコロヴラティの車両による線路での死亡事故の結果、同日の昼からプラハ - ベネショフのルートに、まだ予備で保存していた親会社のDBから借用したドイツの642系デジロ編成を配備した。しかし、スロバキアでの週末系統では元々の845系編成の配備も継続された。
2017年運行ダイヤの期間のために、本会社が親会社DBから追加で、パルス・ノヴァが長距離列車向けに改造を施した845系ディーゼル車4編成を購入した。
2016年、本会社は140系機関車No.140.079を購入した。第一段階ではシュンペルク - コウティ・ナド・デスノウ線の普通列車で運行した。しかしここでは、2016年11月25日から12月10日までだけ運行し、チェコ鉄道が列車運行を引き継いだ。 以降、機関車は異なる出力で貨物用と、旅客交通（例えばレギオジェットの列車）にも充当された。 2018年、本会社は同系列の機関車140.052を、ポーランドの運行業者エッツォ・レールから購入した。

## 大きな事故
2019年12月26日、特急が「停止」信号を通過したが、同社の反対方向の車両が幸運にもまだ駅の中で停止できた。誰も負傷しなかった。ムラダー・ボレスラフで9:15頃に発生した。

## 関連リンク
- チェコ共和国アリヴァ列車